# Nazionalismo fiammingo

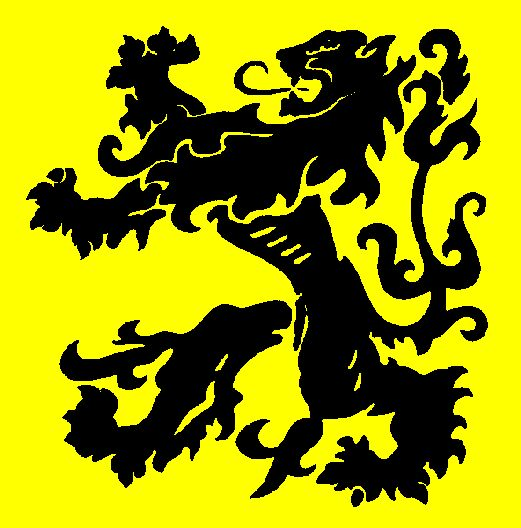
La bandiera fiamminga da combattimento, uno dei simboli usati dai nazionalisti fiamminghi.

Posizione delle Fiandre in Belgio.

Il nazionalismo fiammingo è sviluppato in Belgio e, in misura molto minore, in Francia, ma non nel contesto olandese della Zelanda continentale.
Il movimento fiammingo si batte per l'emancipazione delle Fiandre. In questo movimento, dobbiamo distinguere diverse tendenze: separatista, confederalista, federalista e sostenitori di un incontro con i Paesi Bassi. Il nazionalismo fiammingo è oggi il principale componente del movimento fiammingo.

## In Belgio

### Relazione con i Paesi Bassi
Il nazionalismo fiammingo è storicamente distinto dal nazionalismo olandese a causa della rottura storica nella Riforma protestante. L'associazione dei fiamminghi con i francofoni deriva dall'eredità dei Paesi Bassi spagnoli, quando si unirono a una lega di province cattoliche per frenare il dissenso protestante.

### Storia
Il nazionalismo fiammingo emerse dal movimento fiammingo che, nel XIX e all'inizio del XX secolo, rivendicò e ottenne il riconoscimento dell'olandese come lingua nazionale in Belgio.
Durante la prima guerra mondiale, in particolare con August Borms, una minoranza di nazionalisti fiamminghi dal Belgio unì le forze con i tedeschi per creare, tra gli altri, il Consiglio delle Fiandre. Fu durante questo periodo che l'Università di Gand organizzò per la prima volta corsi in olandese. Nel frattempo, al fronte, gli ufficiali della borghesia fiamminga, che parlano francese, a volte hanno difficoltà ad essere capiti dai soldati che parlano nei dialetti vallone o fiammingo. Questa situazione provoca tensioni tra i soldati fiamminghi e i loro ufficiali, noti come "Frontbeweging" (movimento frontale) o frontismo. Questa romantica storia di ufficiali che non parlano fiammingo è solo uno dei miti su cui si basa il nazionalismo fiammingo del Belgio.
Il periodo tra le due guerre ha visto la creazione dell'Unione Nazionale di Solidarietà nel 1931 e l'Unione Nazionale Fiamminga (VNV, in francese, Ligue nationale flamande) fondata nel 1933 da Staf De Clercq, al fine di creare un governo fiammingo separato dalla Vallonia. Questi movimenti hanno collaborato ampiamente durante la seconda guerra mondiale; il segretario generale della Federcalcio fiamminga, Robert Jan Verbelen, era quindi uno dei più importanti collaborazionisti in Belgio. Più di diecimila fiamminghi combatterono sul fronte orientale a fianco dei soldati della Germania nazista, così come la SS Vallonia (28.SS-Freiw.Gr.Div.Wallonie). La piccola città di Stekene, nelle Fiandre orientali, ospita un parco che celebra questa collaborazione attiva.
In reazione alla firma del patto Egmont, è stato fondato il Vlaams Blok da Karel Dillen nel 1977. Il partito ha cambiato il suo nome nel 2004 a causa di una condanna della Corte d'appello di Gand per violazione della legge contro il razzismo. Il Vlaams Belang, attualmente guidato da Bruno Valkeniers, oggi è il quinto partito fiammingo a livello federale (7,76% dei voti nella camera e 7,60% dei voti al senato), e con il 15,28% dei voti la seconda parte a livello regionale (Parlamento fiammingo).
Il nazionalismo fiammingo oggigiorno milita per l'indipendenza delle Fiandre.

### Nazionalismo democratico
Accanto al partito di estrema destra Vlaams Belang nelle Fiandre è anche presente un nazionalismo democratico, composto da vari partiti o individui inclusi nelle politiche fiamminghe: la Nuova Alleanza Fiamminga (N-VA) di Bart De Wever, lo SLP (Partito Social-Liberale, nel frattempo fuso nel 2009 con Groen) Geert Lambert e molti eletti democratici cristiani (come Eric Van Rompuy, Luc Van den Brande, Brigitte Grouwels), socialista (come Leo Peeters), liberali (come Patrik Vankrunkelsven) o ecologisti (come Bart Staes). La maggior parte proviene dalla Volksunie, un partito nazionalista che si è rotto in diverse fazioni.
Sebbene spesso intransigenti come il Vlaams Belang sulla questione nazionale, queste diverse componenti del nazionalismo democratico fiammingo optano per politiche liberali o socialiste su altre questioni politiche e hanno rotto con altri temi estremisti.

### Senso di appartenenza
Sondaggio condotto da IPSOS Belgio nell'estate 2010:
|                     | tra i Francofoni | tra i Nederlandofoni |
| ------------------- | ---------------- | -------------------- |
| Belga               | 55 %             | 37 %                 |
| Fiammingo           |                  | 45 %                 |
| cittadino del mondo | 16 %             | 8 %                  |
| Europeo             | 16 %             | 8 %                  |
| Vallone             | 9 %              |                      |
| Bruxellois          | 2 %              |                      |
| non si sa           | 2 %              | 2 %                  |

Chiaramente, i fiamminghi si sentono più fiamminghi che belgi (45% contro 37%), mentre tra i francofoni, i valloni e i Bruxellois, la sensazione di identità belga è più alta (55% contro 9% e 2%).

### Questioni comunitarie
Il movimento nazionalista fiammingo è stato coinvolto in una serie di conflitti nella storia recente del Belgio ed è accusato dai suoi detrattori di non rispettare i diritti delle minoranze.
Possiamo citare tra gli altri problemi di comunità:
- la disposizione finale del confine linguistico nel 1963, che prevede il mantenimento dei comuni contesi nelle Fiandre o in Vallonia, in cambio di servizi linguistici concessi rispettivamente ai francofoni e agli olandesi.
- il problema dell'accesso dei cittadini olandesi alle strutture sanitarie di Bruxelles, nonostante la legislazione linguistica e lo status bilingue di molti ospedali di Bruxelles.
- il caso Lovanio nel 1967, che porterà all'Università cattolica di Lovanio olandese e alla partenza forzata degli studenti francofoni.
- il progetto di divisione del distretto elettorale di Bruxelles-Hal-Vilvorde ha votato in una commissione della Camera dei deputati nel 2007, con un voto della maggioranza fiamminga contro la minoranza francese.

## In Francia
Il movimento nazionalista fiammingo è stato ispirato per lungo tempo da padre Gantois, che negli anni 1920 ha dato sostanza politica. Collaboratore durante la seconda guerra mondiale e capo del Vlaams Verbond van Frankrijk, scrisse ad Adolf Hitler chiedendogli di tornare in Francia dal Reich francese.